# U-158 (1941)
| U-158                                                                                                | U-158 | U-158 |
| --- | --- | --- |
| U 158                                                                                                | | |
| | | |
| Зображення підводного човна U-505, однотипного з U-158                                               | | |
| Верф                                                                                                 | Deutsche Schiff- und Maschinenbau, AG Weser, Бремен | Deutsche Schiff- und Maschinenbau, AG Weser, Бремен |
| Під прапором                                                                                         | Третій Рейх | Третій Рейх |
| Належність                                                                                           | Крігсмаріне | Крігсмаріне |
| Порт приписки                                                                                        | Штеттін Лор'ян | Штеттін Лор'ян |
| Замовлення                                                                                           | 25 вересня 1939 | 25 вересня 1939 |
| Закладений                                                                                           | 1 листопада 1940 | 1 листопада 1940 |
| Спуск на воду                                                                                        | 21 червня 1941 | 21 червня 1941 |
| Введений до складу флоту                                                                             | 25 вересня 1941 | 25 вересня 1941 |
| На службі                                                                                            | 1941—1942 | 1941—1942 |
| Загибель                                                                                             | 30 червня 1942 року потоплений американським патрульним літаком PBM «Марінер» західніше Бермуд                                                                          | 30 червня 1942 року потоплений американським патрульним літаком PBM «Марінер» західніше Бермуд                                                                          |
| Сучасний статус                                                                                      | затоплений | затоплений |
| Бойовий досвід                                                                                       | Друга світова війна Битва за Атлантику Кампанія в Карибському морі | Друга світова війна Битва за Атлантику Кампанія в Карибському морі |
| Проєкт                                                                                               | | |
| Тип ПЧ                                                                                               | великий океанський торпедний ДПЧ | великий океанський торпедний ДПЧ |
| Основні характеристики                                                                               | | |
| Швидкість (надводна)                                                                                 | 18,2 вузла (33,7 км/год) | 18,2 вузла (33,7 км/год) |
| Швидкість (підводна)                                                                                 | 7,3 (13,5 км/год) | 7,3 (13,5 км/год) |
| Робоча глибина занурення                                                                             | 100 м | 100 м |
| Гранична глибина занурення                                                                           | 230 м | 230 м |
| Дальність плавання                                                                                   | 64 милі (119 км) на швидкості 4 вузли (7,4 км/год) (у підводному положенні) 13 450 морських миль (24 910 км на швидкості 10 вузлів (19 км/год) (у надводному положенні) | 64 милі (119 км) на швидкості 4 вузли (7,4 км/год) (у підводному положенні) 13 450 морських миль (24 910 км на швидкості 10 вузлів (19 км/год) (у надводному положенні) |
| Екіпаж                                                                                               | 48 офіцерів та матросів | 48 офіцерів та матросів |
| Розміри                                                                                              | | |
| Довжина найбільша (по КВЛ)                                                                           | 76,76 м | 76,76 м |
| Ширина корпусу найб.                                                                                 | 6,76 м | 6,76 м |
| Висота                                                                                               | 9,6 м | 9,6 м |
| Середня осадка (по КВЛ)                                                                              | 4,7 м | 4,7 м |
| Водотоннажність надводна                                                                             | 1120 т | 1120 т |
| Силова установка                                                                                     | | |
| Дизель-електрична: 2 дизельні двигуни MAN M 9 V 40/46 2 електродвигуни Siemens-Schuckert 2 GU 345/34 | | |
| Гвинти                                                                                               | 2 | 2 |
| Потужність                                                                                           | 2 × 2 200 к.с. (дизелі) 2 × 740 к.с. (електродвигуни) | 2 × 2 200 к.с. (дизелі) 2 × 740 к.с. (електродвигуни) |
| Озброєння                                                                                            | | |
| Артилерія                                                                                            | 1 × 105-мм палубна гармата SK C/32 | 1 × 105-мм палубна гармата SK C/32 |
| Торпедно- мінне озброєння                                                                            | 4 носових і 2 кормових ТА; 22 торпеди або 44 міни TMA чи 66 TMB | 4 носових і 2 кормових ТА; 22 торпеди або 44 міни TMA чи 66 TMB |
| ППО                                                                                                  | 1 × 37-мм зенітна гармата SKC/30 2 (1 × 2) × 20-мм зенітні гармати FlaK 30                                                                                              | 1 × 37-мм зенітна гармата SKC/30 2 (1 × 2) × 20-мм зенітні гармати FlaK 30                                                                                              |

U-158 — німецький великий океанський підводний човен типу IXC, що входив до складу Військово-морських сил Третього Рейху за часів Другої світової війни. Закладений 1 листопада 1940 року на верфі Deutsche Schiff- und Maschinenbau, AG Weser у Бремені під будівельним номером 1000. Спущений на воду 21 червня 1941 року, а 25 вересня 1941 року корабель увійшов до складу ВМС нацистської Німеччини. Єдиним командиром човна був капітан-лейтенант Ервін Ростін.

## Історія служби
U-158 належав до серії німецьких підводних човнів типу IXC, великих океанських човнів, призначених діяти на морських комунікаціях противника на далеких відстанях у відкритому океані. Човнів цього типу було випущено 54 одиниці і вони дуже успішно та результативно проявили себе в ході бойових дій в Атлантиці. 25 вересня 1941 року U-158 розпочав службу у складі 4-ї навчальної флотилії, а з 1 лютого 1942 року переведений до бойового складу 10-ї флотилії ПЧ Крігсмаріне.
З лютого до червня 1942 року U-158 здійснив 2 бойових походи в Атлантичний океан, в яких провів 111 днів. Човен потопив 17 торгових суден (101 321 GRT) та пошкодив два судна (15 264 GRT).
30 червня 1942 року U-158 був виявлений американським патрульним літаком PBM «Марінер» західніше Бермуд і атакою глибинним бомбами затоплений з усім екіпажем, а також двома полоненими, захопленими на латвійському торговельному судні Everalda.

## Перелік уражених U-158 суден у бойових походах
| №                                                           | Дата            | Командир ПЧ         | Назва                       | Тип                | Належність      | Водотоннажність (брт) | Вантаж                         | Конвой        | Результат та координати                                                 | Наслідки атаки для екіпажу      | Прим. |
| ----------------------------------------------------------- | --------------- | ------------------- | --------------------------- | ------------------ | --------------- | --------------------- | ------------------------------ | ------------- | ----------------------------------------------------------------------- | ------------------------------- | ----- |
| Перший похід (07.02—31.03.1942, 53 доби; Гельголанд—Лор'ян) |                 |                     |                             |                    |                 |                       |                                |               |                                                                         |                                 |       |
| 1                                                           | 24 лютого 1942  | Kptlt. Ервін Ростін | Empire Celt                 | танкер             | Велика Британія | 8 032                 | баласт                         | Конвой ONS 67 | потоплений 43°50′ пн. ш. 43°38′ зх. д. / 43.833° пн. ш. 43.633° зх. д.  | 53 (6 загинули та 47 вціліли)   |       |
| 2                                                           | 24 лютого 1942  | Kptlt. Ервін Ростін | Diloma                      | танкер             | Велика Британія | 8 146                 | баласт                         | Конвой ONS 67 | пошкоджений 43°51′ пн. ш. 43°41′ зх. д. / 43.850° пн. ш. 43.683° зх. д. | 60 (усі вціліли)                |       |
| 3                                                           | 1 березня 1942  | Kptlt. Ервін Ростін | Finnanger                   | танкер             | Норвегія        | 9 551                 | баласт                         | Конвой ONS 67 | потоплений 38°40′ пн. ш. 58°38′ зх. д. / 38.667° пн. ш. 58.633° зх. д.  | 39 (усі загинули)               |       |
| 4                                                           | 11 березня 1942 | Kptlt. Ервін Ростін | Caribsea                    | суховантажне судно | США             | 2 609                 | 3600 тонн марганцевої руди     |               | потоплено 34°36′ пн. ш. 76°19′ зх. д. / 34.600° пн. ш. 76.317° зх. д.   | 28 (21 загинув та 7 вижили)     |       |
| 5                                                           | 13 березня 1942 | Kptlt. Ервін Ростін | John D. Gill                | танкер             | США             | 11 641                | 141 981 барель сирої нафти     |               | потоплений 33°55′ пн. ш. 77°39′ зх. д. / 33.917° пн. ш. 77.650° зх. д.  | 49 (23 загинули та 26 вижили)   |       |
| 6                                                           | 15 березня 1942 | Kptlt. Ервін Ростін | Olean                       | танкер             | США             | 7 118                 | баласт                         |               | пошкоджений 34°22′ пн. ш. 76°29′ зх. д. / 34.367° пн. ш. 76.483° зх. д. | 42 (6 загинули та 36 вижили)    |       |
| 7                                                           | 15 березня 1942 | Kptlt. Ервін Ростін | Ario                        | танкер             | США             | 6 952                 | баласт                         |               | потоплений 34°37′ пн. ш. 76°20′ зх. д. / 34.617° пн. ш. 76.333° зх. д.  | 34 (8 загинули та 26 вижили)    |       |
| Другий похід (04.05—30.06.1942, 58 діб; Лор'ян—загибель)    |                 | Kptlt. Ервін Ростін |                             |                    |                 |                       |                                |               |                                                                         |                                 |       |
| 8                                                           | 20 травня 1942  | Kptlt. Ервін Ростін | Darina                      | танкер             | Велика Британія | 8 113                 | баласт                         | Конвой ON 93  | потоплений 29°17′ пн. ш. 54°25′ зх. д. / 29.283° пн. ш. 54.417° зх. д.  | 56 (6 загинули та 50 вижили)    |       |
| 9                                                           | 22 травня 1942  | Kptlt. Ервін Ростін | Frank B. Baird              | суховантажне судно | Канада          | 1 748                 | 2457 тонн бокситів             |               | потоплено 28°03′ пн. ш. 58°50′ зх. д. / 28.050° пн. ш. 58.833° зх. д.   | 23 (усі вижили)                 |       |
| 10                                                          | 2 червня 1942   | Kptlt. Ервін Ростін | Knoxville City              | суховантажне судно | США             | 5 686                 | 7585 тонн генеральних вантажів |               | потоплено 21°15′ пн. ш. 83°50′ зх. д. / 21.250° пн. ш. 83.833° зх. д.   | 55 (2 загиблих та 53 вцілілих)  |       |
| 11                                                          | 4 червня 1942   | Kptlt. Ервін Ростін | Nidarnes                    | суховантажне судно | Норвегія        | 2 647                 | військове майно США            |               | потоплено 21°17′ пн. ш. 85°07′ зх. д. / 21.283° пн. ш. 85.117° зх. д.   | 24 (13 загиблих та 11 вцілілих) |       |
| 12                                                          | 5 червня 1942   | Kptlt. Ервін Ростін | Velma Lykes                 | суховантажне судно | США             | 2 572                 | 3629 тонн генеральних вантажів |               | потоплено 21°21′ пн. ш. 86°36′ зх. д. / 21.350° пн. ш. 86.600° зх. д.   | 32 (15 загинуло та 17 вціліло)  |       |
| 13                                                          | 7 червня 1942   | Kptlt. Ервін Ростін | Hermis                      | суховантажне судно | Панама          | 5 234                 | 4995 тонн генеральних вантажів |               | потоплено 23°08′ пн. ш. 84°42′ зх. д. / 23.133° пн. ш. 84.700° зх. д.   | 47 (1 загинув та 46 вціліло)    |       |
| 14                                                          | 11 червня 1942  | Kptlt. Ервін Ростін | Sheherazade                 | танкер             | Панама          | 13 467                | баласт                         |               | потоплений 28°41′ пн. ш. 91°20′ зх. д. / 28.683° пн. ш. 91.333° зх. д.  | 59 (1 загинув та 58 вціліло)    |       |
| 15                                                          | 12 червня 1942  | Kptlt. Ервін Ростін | Cities Service Toledo       | танкер             | США             | 8 192                 | 83 000 барелів сирої нафти     |               | потоплений 29°02′ пн. ш. 91°59′ зх. д. / 29.033° пн. ш. 91.983° зх. д.  | 45 (15 загинуло та 30 вціліло)  |       |
| 16                                                          | 17 червня 1942  | Kptlt. Ервін Ростін | San Blas                    | суховантажне судно | Панама          | 3 601                 | баласт                         |               | потоплено 25°26′ пн. ш. 95°33′ зх. д. / 25.433° пн. ш. 95.550° зх. д.   | 44 (30 загинуло та 14 вижило)   |       |
| 17                                                          | 17 червня 1942  | Kptlt. Ервін Ростін | Moira                       | танкер             | Норвегія        | 1 560                 | баласт                         |               | потоплений 25°35′ пн. ш. 96°20′ зх. д. / 25.583° пн. ш. 96.333° зх. д.  | 19 (1 загиблий та 18 вцілілих)  |       |
| 18                                                          | 23 червня 1942  | Kptlt. Ервін Ростін | Major General Henry Gibbins | суховантажне судно | США             | 5 766                 | 5235 тонн кави                 |               | потоплено 24°35′ пн. ш. 87°45′ зх. д. / 24.583° пн. ш. 87.750° зх. д.   | 68 (усі вижили)                 |       |
| 19                                                          | 29 червня 1942  | Kptlt. Ервін Ростін | Everalda                    | суховантажне судно | Латвія          | 3 950                 | генеральні вантажі             |               | потоплено 31°00′ пн. ш. 70°45′ зх. д. / 31.000° пн. ш. 70.750° зх. д.   | 36 (усі вижили)                 |       |